# 34729 Natalianoel
34729 Natalianoel è un asteroide della fascia principale. Scoperto nel 2001, presenta un'orbita caratterizzata da un semiasse maggiore pari a 2,9003436 au e da un'eccentricità di 0,0632025, inclinata di 1,26360° rispetto all'eclittica.